# Chrysosplenium jienningense
Chrysosplenium jienningense är en stenbräckeväxtart som beskrevs av Wen Tsai Wang. Chrysosplenium jienningense ingår i släktet gullpudror, och familjen stenbräckeväxter. Inga underarter finns listade i Catalogue of Life.